# Parents' Day
Parents' Day es una novela de 1951 escrita por Paul Goodman. Redactada como ficción autobiográfica, se basa en las experiencias del autor como profesor en el internado progresista Manumit de Nueva York, durante el año escolar 1943–1944. El narrador lidia con su homosexualidad y explora una serie de atracciones y relaciones sexuales que culminan con su despido de la escuela.
Goodman escribió la novela como parte de un proceso de autoanálisis reichiano iniciado en 1946, con el objetivo de comprender mejor su propia vida. Los críticos destacaron la incomodidad provocada por las revelaciones sexuales del autor, la falta de autoconciencia y la incoherencia del texto. Parents' Day es catalogada como una de las primeras novelas gays estadounidenses.

## Sinopsis
En Parents' Day, un hombre anónimo de unos treinta años comienza a dar clases en una escuela privada a principios de la Segunda Guerra Mundial. Al principio de la novela, el narrador anuncia su homosexualidad y amor por Davy Drood, de 17 años. El narrador augura que será despedido por tener una relación sexual con un estudiante, mientras que las relaciones heterosexuales con estudiantes eran toleradas. En la reunión por el día de los Padres, un estudiante enamorado del narrador pelea con Davy y revela que el profesor lo había masturbado. Tras la revelación, el narrador es despedido de la escuela.

## Publicación

### Contexto
Durante la época en que se publicó el libro, la homosexualidad era considerada un trastorno mental con efectos perjudiciales para la salud. La literatura que abordaba temas homosexuales era escasa. Para entonces, su autor, Paul Goodman, ya había adquirido cierta reputación por escribir sobre una amplia variedad de temas.

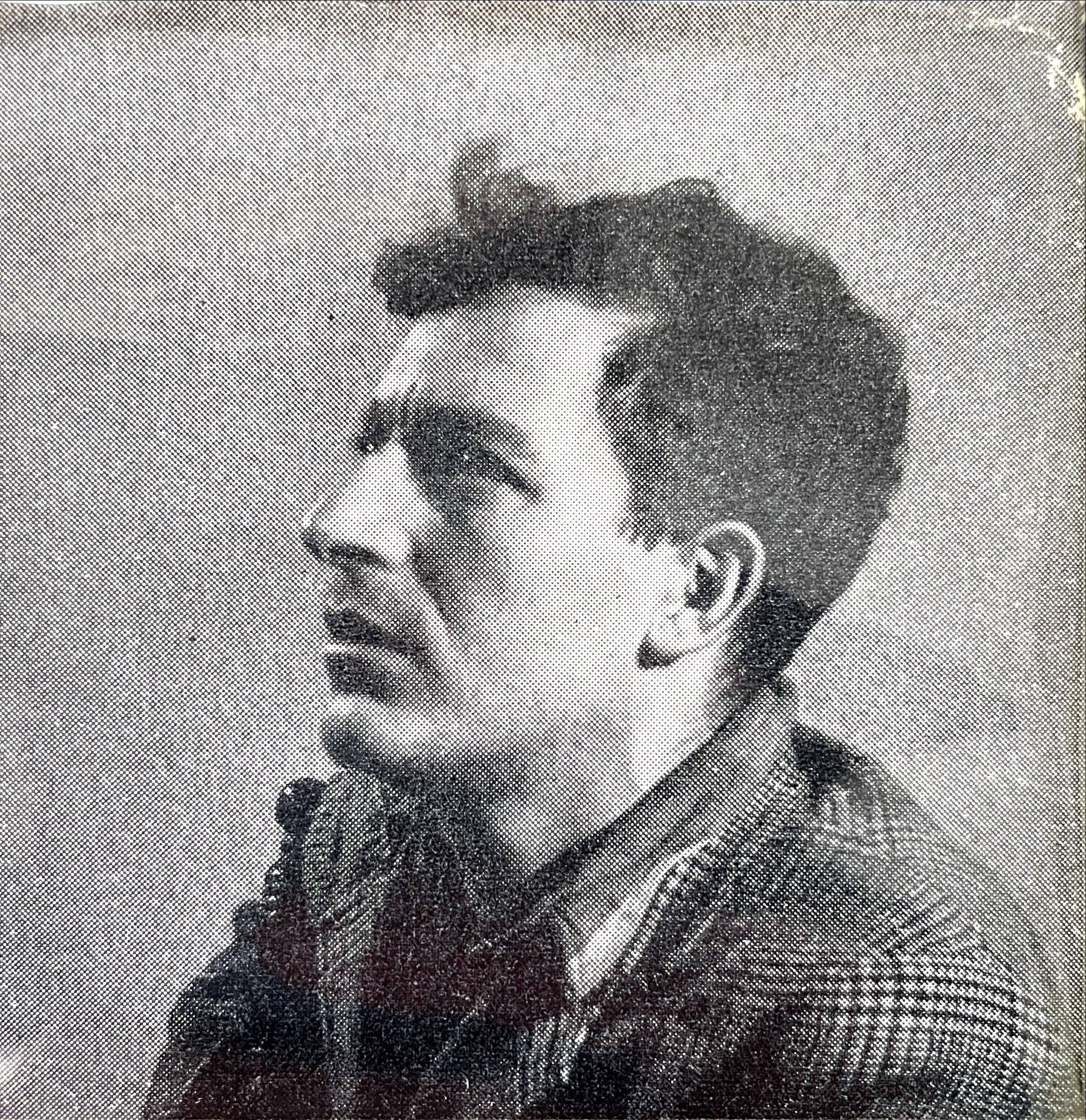
El autor a finales de la década de 1940

Parents' Day es una obra de ficción autobiográfica en la que Goodman explora y exagera su experiencia como profesor en el internado progresista Manumit, ubicado en el estado de Nueva York, donde enseñó durante el año escolar 1943–1944 hasta ser despedido por razones relacionadas tras tener relaciones sexuales.

### Desarrollo
En un esfuerzo por cambiar su carácter y encontrar el propósito de su vida, Goodman inició un proceso de psicoanálisis en 1946. De un discípulo del psicoanalista Wilhelm Reich, Goodman aprendió técnicas reichianas, que aplicó como una serie de ejercicios no secuenciales en lugar de un programa estructurado. Tras medio año con este discípulo y otro medio año de asociación libre, análisis de sueños y otros ejercicios por cuenta propia, su autoanálisis derivó en una novela autobiográfica basada en sus experiencias en la escuela que condujeron a su despido.
Parents' Day se tituló originalmente The Fire, en referencia a un incidente en la novela basado en un incendio ocurrido en la escuela Manumit durante el año académico cuando Goodman era profesor. Posteriormente, se le cambió el título. Goodman preparó un prólogo para el libro, pero fue eliminado antes de su publicación. El libro fue ilustrado por su hermano, Percival Goodman. Aunque Goodman finalizó el manuscrito en 1949, tuvo dificultades para encontrar una editorial debido al contenido del libro.
La editorial 5x8 Press, de Connecticut, publicó Parents' Day en 1951. Un amigo de Goodman, Mortimer Gran, quien previamente había publicado su poesía, se ofreció a imprimir el libro. De los 1400 ejemplares impresos, solo se encuadernaron 500, La mayoría de esos ejemplares no se vendieron y los remanentes sin encuadernar fueron desechados. La editorial Black Sparrow Press, de Santa Bárbara, reeditó Parents' Day en 1985. En 1976, Free Press incluyó un extracto de la novela en su antología The Political Imagination in Literature.

## Análisis y legado
Una guía de lectura de 2016 sobre novelas estadounidenses con temática gay calificó la obra como una «apología personal disfrazada de ficción». Una reseña en el Iowa Journal of Literary Studies consideró que Parents' Day ofrecía una visión honesta de los defectos de Goodman como educador y lo describía como «introspectivo y sin prejuicios», al reconocer su incomodidad persistente por haber actuado con un deseo sincero pero haber herido a otros en el proceso, y por admitir que probablemente actuaría de la misma manera en circunstancias similares.
El crítico literario Kingsley Widmer observó que Goodman presentaba diversos encuentros sexuales casuales y compulsivos como sustitutos de otras personas, de modo que su homosexualidad se representa como una «dramatización laberíntica del deseo y el rechazo». En el análisis del académico Donald Morton, la conclusión temprana del narrador de que su homosexualidad sería irreconciliable con la comunidad escolar representa una admisión de que sus deseos son «poco realistas».
Aunque Goodman se hizo conocido posteriormente como educador, su creencia en el papel del maestro dentro del desarrollo sexual del estudiante dañó su reputación durante las décadas de 1940 y 1950. Widmer comentó que la defensa pública de Goodman de la sexualidad adolescente resultaba chocante para la época y era una postura novedosa entre los estadounidenses. A pesar de sus bajas ventas, Taylor Stoehr, afirmó que el libro se convirtió en un clásico de la cultura gay underground, con una influencia que superaba su escasa circulación. Por otro lado, Sulkes consideró que la obra fue «en gran medida olvidada» y que ni siquiera estaba presente en bibliotecas académicas especializadas.